# Pati (regentschap)

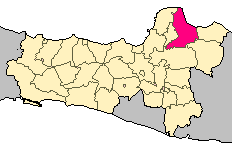
Locatie van Pati in Midden-Java

Pati is een regentschap (kabupaten)  in het noordoostelijk deel van de Indonesische provincie Midden-Java. De hoofdstad is Pati. 

## Onderdistricten
De onderdistricten (kecamatan) zijn:
- Batangan
- Cluwak
- Dukuhseti
- Gabus
- Gembong
- Gunungwungkal
- Jaken
- Jakenan
- Juwana
- Kayen
- Margorejo
- Margoyoso
- Pati
- Pucakwangi
- Sukolilo
- Tambakromo
- Tayu
- Tlogowungu
- Trangkil
- Wedarijaksa
- Winong

Stadsgemeenten: Magelang · Surakarta · Salatiga · Semarang · Pekalongan · Tegal

Regentschappen: Banjarnegara · Banyumas · Batang · Blora · Boyolali · Brebes · Cilacap · Demak · Grobogan · Japara · Karanganyar · Kebumen · Kendal · Klaten · Kudus · Magelang · Pati · Pekalongan · Pemalang · Purbalingga · Purworejo · Rembang · Semarang · Sragen · Sukoharjo · Tegal · Temanggung · Wonogiri · Wonosobo